# 特里普利特 (密蘇里州)
特里普利特（英語：Triplett）是位於美國密蘇里州沙里頓縣的城市。

## 人口
根據2020年美國人口普查的數據，特里普利特的面積為0.60平方千米，皆為陸地。當地共有人口33人，而人口密度為每平方千米55人。